# Яатинен, Тойво
Тойво Яатинен (фин. Toivo Jaatinen, 1 августа 1926, Сортавала — 14 ноября 2017, Нурмиярви) — финский скульптор-медальер. Обладатель высшей государственной награды Финляндии для деятелей искусств Pro Finlandia.

## Биография
Яатинен изучал изобразительные искусства в Хельсинки.
В 1962 году создал свою первую медаль для железнодорожного совета. С тех пор медали по его эскизам четыре раза побеждали в ежегодном конкурсе, устраиваемом Финской гильдией медальеров (1965, 1967, 1973 и 1994). Гильдия также выбрала его медаль как лучшую в Финляндии за всё время.
В 1964 года жил в Нурмиярви. Скончался 14 ноября 2017 года на 92-м году жизни.

## Семья
В 1948 году женился на Тайми Лааксонен (Taimi Laaksonen), у них родилось пятеро детей.

## Награды
- Pro Finlandia (2002)
- Нумизматическая премия американского общества J. Sanford Saltus (2002)